# 28656 Doreencurtin
28656 Doreencurtin è un asteroide della fascia principale. Scoperto nel 2000, presenta un'orbita caratterizzata da un semiasse maggiore pari a 2,3508162 UA e da un'eccentricità di 0,0490952, inclinata di 5,29067° rispetto all'eclittica.